# 15. etape af Tour de France 2010
Femtende etape af Tour de France 2010 var en 187 km lang bjergetape. Den blev kørt mandag d. 19. juli fra Pamiers til Bagnères-de-Luchon.
- Etape: 15. etape
- Dato: 19. juli
- Længde: 187 km
- Danske resultater:

010. Brian Vandborg + 2.50
054. Chris Anker Sørensen + 13.04
072. Jakob Fuglsang + 17.09
098. Nicki Sørensen + 24.01
116. Matti Breschel + 28.49
- Gennemsnitshastighed: 39,3 km/t

## Point- og bjergspurter

### 1. sprint (Clermont)
Efter 55 km
| Vinder | Jeremy Hunt     | 6p |
| 2.     | Christian Knees | 4p |
| 3.     | Jérôme Pineau   | 2p |

### 2. sprint (Fronsac)
Efter 136 km
| Vinder | Sébastien Turgot | 6p |
| 2.     | Lloyd Mondory    | 4p |
| 3.     | Sergej Ivanov    | 2p |

### 1. bjerg (Côte de Carla-Bayle)
4. kategori stigning efter 30 km
| Plads | Navn                | Point |
| ----- | ------------------- | ----- |
| 1.    | Pierrick Fédrigo    | 3     |
| 2.    | Thor Hushovd        | 2     |
| 3.    | Alessandro Petacchi | 1     |

### 2. bjerg (Col de Portet d'Aspet)
2. kategori stigning efter 105 km
| Plads | Navn             | Point |
| ----- | ---------------- | ----- |
| 1.    | Thomas Voeckler  | 10    |
| 2.    | Sébastien Turgot | 9     |
| 3.    | Lloyd Mondory    | 8     |
| 4.    | Brian Vandborg   | 7     |
| 5.    | Aitor Pérez      | 6     |
| 6.    | Sergej Ivanov    | 5     |

### 3. bjerg (Col des Ares)
2. kategori stigning efter 126,5 km
| Plads | Navn              | Point |
| ----- | ----------------- | ----- |
| 1.    | Thomas Voeckler   | 10    |
| 2.    | Sébastien Turgot  | 9     |
| 3.    | Brian Vandborg    | 8     |
| 4.    | Johan Vansummeren | 7     |
| 5.    | Sergej Ivanov     | 6     |
| 6.    | Francesco Reda    | 5     |

### 4. bjerg (Port de Balès)
HC kategori stigning efter 166 km
| Plads | Navn              | Point |
| ----- | ----------------- | ----- |
| 1.    | Thomas Voeckler   | 40    |
| 2.    | Aitor Pérez       | 36    |
| 3.    | Alessandro Ballan | 32    |
| 4.    | Johan Vansummeren | 28    |
| 5.    | Brian Vandborg    | 24    |
| 6.    | Lloyd Mondory     | 20    |
| 7.    | Sergej Ivanov     | 16    |
| 8.    | Alberto Contador  | 14    |
| 9.    | Denis Mensjov     | 12    |
| 10.   | Luke Roberts      | 10    |

## Resultatliste
|    | Navn                  | Land       | Hold                  | Tid     |
| -- | --------------------- | ---------- | --------------------- | ------- |
| 1  | Thomas Voeckler       | Frankrig   | Bbox Bouygues Telecom | 4:44.51 |
| 2  | Alessandro Ballan     | Italien    | BMC Racing Team       | + 1.20  |
| 3  | Aitor Pérez           | Spanien    | Footon-Servetto-Fuji  | + 1.20  |
| 4  | Lloyd Mondory         | Frankrig   | Ag2r-La Mondiale      | + 2.50  |
| 5  | Luke Roberts          | Australien | Team Milram           | + 2.50  |
| 6  | Francesco Reda        | Italien    | Quick Step            | + 2.50  |
| 7  | Alberto Contador      | Spanien    | Astana Pro Team       | + 2.50  |
| 8  | Samuel Sánchez        | Spanien    | Euskaltel-Euskadi     | + 2.50  |
| 9  | Denis Mensjov         | Rusland    | Rabobank              | + 2.50  |
| 10 | Brian Vandborg        | Danmark    | Liquigas-Doimo        | + 2.50  |
| 11 | Johan Vansummeren     | Belgien    | Garmin-Transitions    | + 2.50  |
| 12 | Andy Schleck          | Luxembourg | Team Saxo Bank        | + 3.29  |
| 13 | Jurgen van den Broeck | Belgien    | Omega Pharma-Lotto    | + 3.29  |
| 14 | Aleksandr Vinokurov   | Kasakhstan | Astana Pro Team       | + 3.29  |
| 15 | Robert Gesink         | Holland    | Rabobank              | + 3.55  |

## Manglende ryttere
- 129  Mauro Santambrogio (BMC) udgik.

## Ekstern henvisning
- Etapeside Arkiveret 16. juli 2010 hos  Wayback Machine på Letour.fr Arkiveret 28. februar 2011 hos  Wayback Machine (fransk) (engelsk)